# Селинус
Селинус (на гръцки: Σελινοῦς; на латински: Selinus) или Селинунт е името на два древногръцки града, основани през 628 г. пр.н.е.
Единият се намирал в Сицилия (дн. Селинунт), а другият малоазийският е днешният Газипаша на турското средиземноморско крайбрежие в южна Анатолия. Анатолийския Селинус бил важно пристанище в района на Киликия, като бил разположен на двата бряга на река Кестрос (днес наречена Хаджъмуса). Развивал търговия с Кипър, Древен Египет и други средиземноморски търговски центрове.
По време на управлението на Антиохите, градът попада под контрола на Древен Рим - през 197 г. пр.н.е.
През 65 г. римският пълководец Помпей Велики прочиства региона от вилнеещите тук прочути киликийски пирати, като впоследствие предходно значимият древногръцки град става незначително римско селище.
През 117 г. император Траян умира тук, покосен от болест. Тялото му е пренесено в Рим от наследника му император Адриан и е погребано в монументална гробница. Поради тази причина градът е наречен за известен период Траянополис.
През 13 век селджуките завземат града и го преименуват от Селинус в Селинти, име, което градът носи до 20 век, когато след установяването на република Турция, в чест на многобройните поддръжници на Ататюрк, бива наречен Газипаша, тъй като това е едно от прозвищата на Мустафа Кемал Ататюрк.